# Martin Spanjers
Martin Spanjers (Tucson, 2 febbraio 1987) è un attore statunitense.
Noto per il suo ruolo nella sitcom televisiva 8 semplici regole, Spanjers ha ricoperto vari ruoli in molti film e telefilm, divenendo presto noto tra il pubblico giovane.

## Riconoscimenti[1]
Apprezzato anche dalla critica televisiva, le sue interpretazioni gli hanno fatto ottenere 2 nomination relativamente agli Young Artist Awards nel 2001 e nel 2003, e poi 2 vittorie di cui una per quanto riguarda gli Young Artist Awards nel 2004 e una per i Gold Awards nel 2007, così da poter essere annoverato a buon titolo tra i giovanissimi attori più promettenti del cinema degli anni 2000.

## Filmografia parziale
- The Ride (1997)
- Due gemelle e una tata (Two of a Kind) – serie TV, 8 episodi (1998-1999)
- Mammi si diventa (Daddio) – serie TV, 15 episodi (2000)
- Malcolm (Malcolm in the Middle), episodio "Il piccolo genio" (2000)
- Perfect Game (2000)
- Il tocco di un angelo (Touched by an Angel), episodio ? (The Grudge) (2000)
- Max Keeble alla riscossa (Max Keeble's Big Move), regia di Tim Hill (2001)
- Casa Hughley (The Hughleys) – serie TV, 2 episodi (2001)
- 8 semplici regole (8 Simple Rules) – serie TV, 76 episodi (2002 - 2005)
- Cold Case - Delitti irrisolti (Cold Case) - serie TV, episodio 4x01 (2006)
- Il peggior allenatore del mondo (The Comebacks), regia di Tom Brady (2007)
- Grey's Anatomy – serie TV, un episodio (2007)
- Moonlight – serie TV, un episodio (2008)
- True Blood – serie TV, 2 episodi (2008-2009)
- Saving Grace – serie TV, un episodio (2009)
- Buona fortuna Charlie (Good Luck Charlie) – serie TV, 3 episodi (2010-2012)
- 90210 – serie TV, 2 (2010-2011)
- Better with You – serie TV, un episodio (2011)
- Black Jesus – serie TV, un episodio (2014)
- Un diavolo di angelo (Angel from Hell) – serie TV, un episodio (2016)

## Doppiatori italiani
Nelle versioni in italiano delle opere in cui ha recitato, Martin Spanjers è stato doppiato da:
- Alessio Puccio in Mammi si diventa, 8 semplici regole, Cold Case - Delitti irrisolti
- Davide Perino ne Il peggior allenatore del mondo